# Бергвалль, Соня
Соня Ингеборг Бергвалль (швед. Sonja Ingeborg Bergvall; 28 марта 1907, Форё — 7 апреля 1989, Стокгольм) — шведская переводчица англоязычной художественной литературы.

## Биография
Соня Бергвалль родилась на Фарё в 1907 году. Её родителями были учителя Эдвин и Агнес Бергвалль. Окончив школу, она поступила в Торговый институт Франса Шартау (Frans Schartaus Handelsinstitut). С 1927 по 1929 год она работала в одном из банков Стокгольма, а с 1929 по 1933 год — в издательстве Natur & Kultur. Затем она перешла в издательство Альберта Бонье, где продолжала работать вплоть до выхода на пенсию в 1971 году.
Переводить Соня Бергвалль начала в 1930-х годах, вначале в качестве хобби. Она переводила как детективные романы Дороти Сэйерс, так и модернистскую прозу Э. М. Форстера и Вирджинии Вулф. Лишь в 1970-х годах, выйдя на пенсию, она смогла полностью посвятить себя этому занятию и переводила на шведский язык произведения английских и американских авторов, в том числе Джейн Остин, Мюриэл Спарк, Агаты Кристи, Виты Саквилл-Вест, Лилиан Хеллман, Дорис Лессинг и т. д. Помимо английского, она также выполнила ряд переводов с немецкого, норвежского и датского языков.
За свои достижения в области перевода Соня Бергвалль получила ряд наград и премий, в том числе премию Шведской академии для переводчиков. В 1981 году ей была присуждена премия Эльсы Тулин «за выдающийся профессиональный вклад исключительной широты охвата, включая особо сложные для перевода англоязычные произведения». Помимо переводческой деятельности, Соня Бергвалль много делала для улучшения условий труда и повышения профессионального статуса переводчика. По её инициативе в 1954 году была создана Шведская ассоциация переводчиков.
Соня Бергвалль умерла в 1989 году в Стокгольме.